# Ґабріель Стемпковський

Варіант гербу Сухекомнати

Ґабріель Стемпковський гербу Сухекомнати — польський шляхтич. Представник роду Стемпковських — військовиків, урядників Речі Посполитої.

## Життєпис
Батько — N. Стемпковський (пом. жовтень 1634), посідав уряд брацлавського каштеляна.
Ґабріель Стемпковський посідав уряди: брацлавський каштелян (отримав за сприяння князя Альберта Станіслава Радзивілла), староста володимирський.
Дружини: Зофія Конєцпольська, Гілярія Кисіль — черкаська старостянка. Діти:
- Ґабріель, дружина — Маріанна Ліпська, вдова Убіша,
- Ева, дружина Солтика, Станіслава Ліневського,
- Констанція — дружина князя Михайла Воронецького.[3]